# Santino Ferrucci

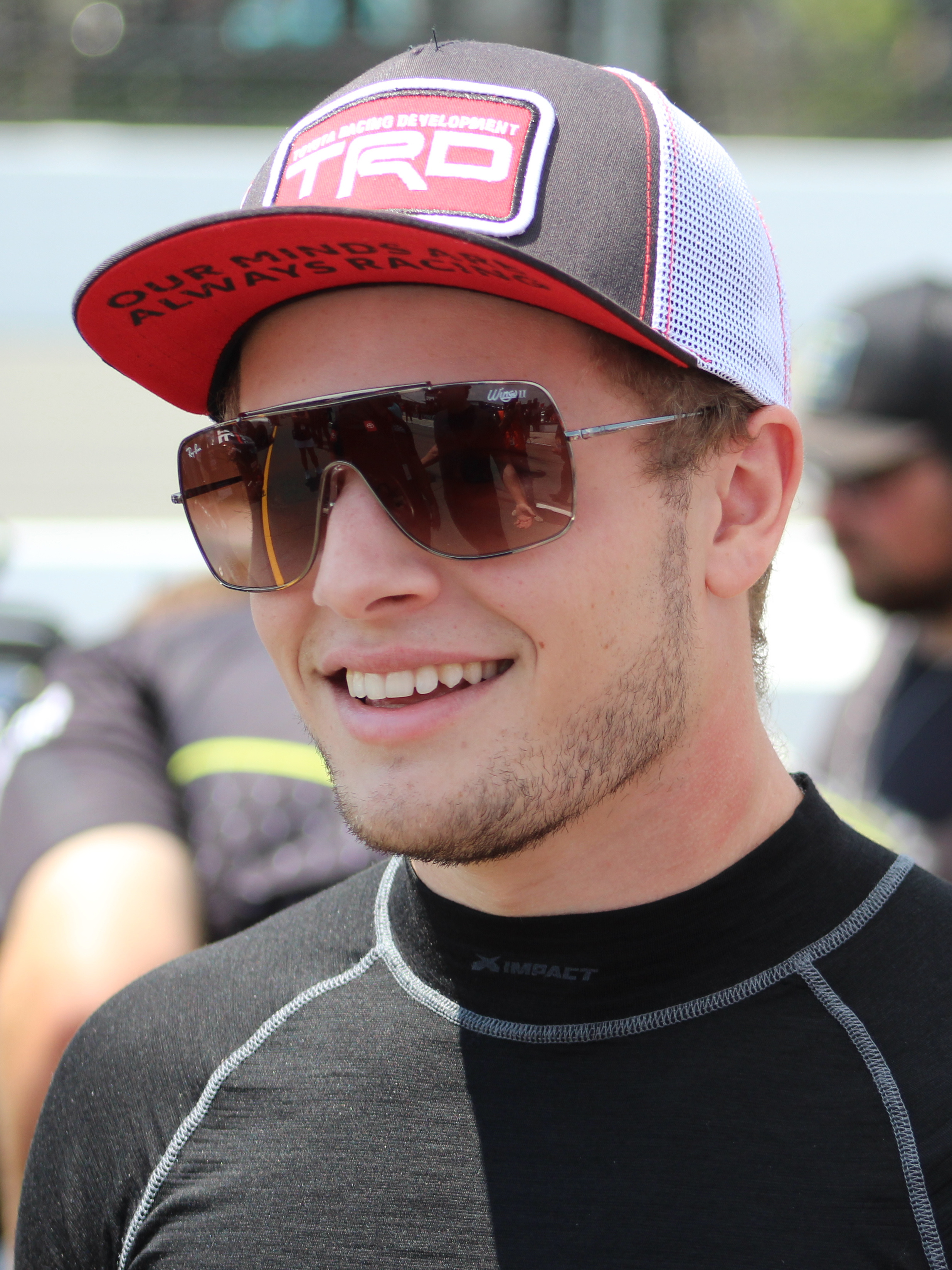
Santino Ferrucci 2021

Santino Ferrucci (* 31. Mai 1998 in Woodbury, Connecticut) ist ein US-amerikanischer Automobilrennfahrer. Er startete 2017 und 2018 in der FIA-Formel-2-Meisterschaft. 2019 und 2020 startete er als Vollzeitpilot in der IndyCar Series. Nach einem Jahr in NASCARs Xfinity Series, geht er seit 2023 wieder in der IndyCar Series für A. J. Foyt Racing an den Start.

## Karriere

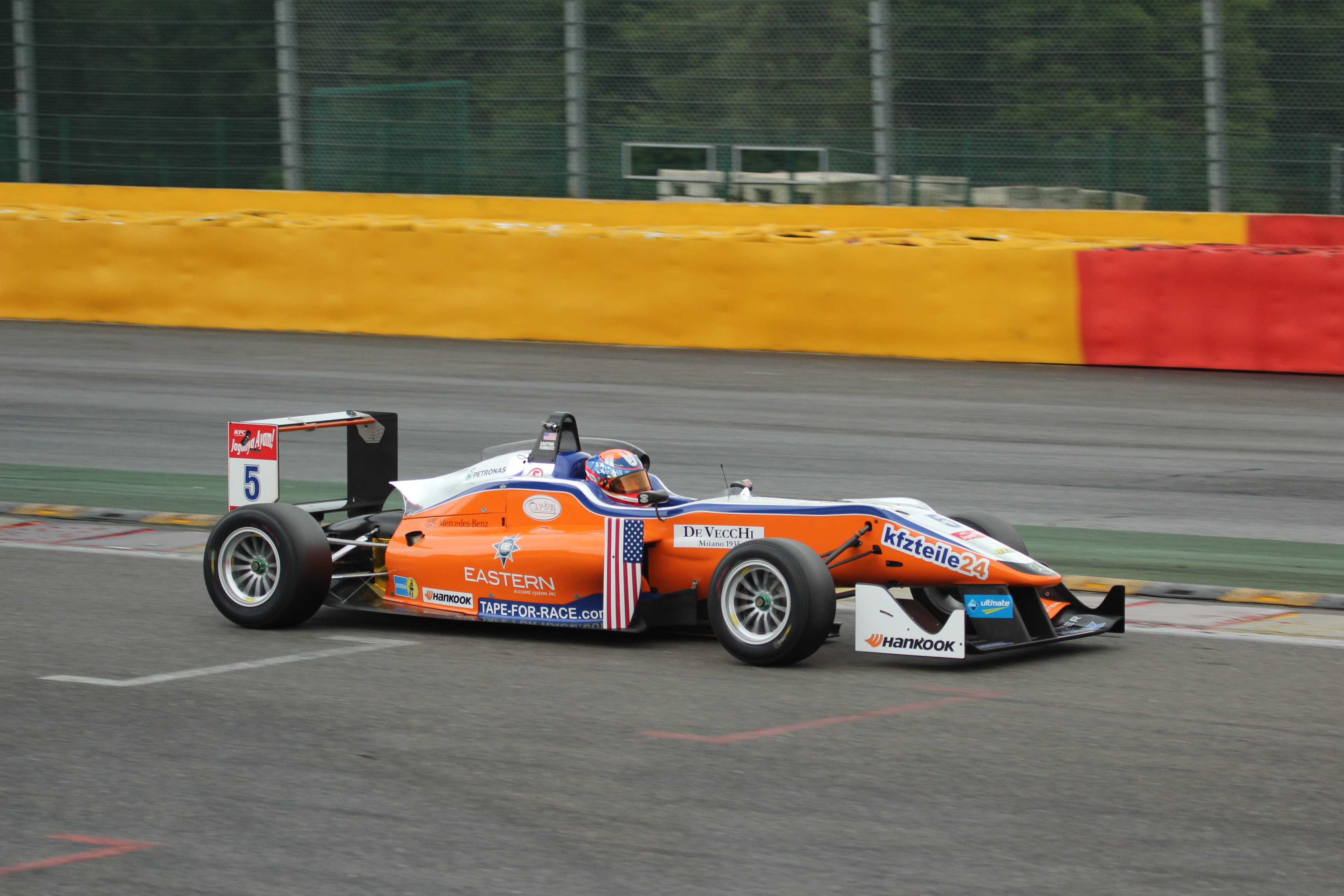
Santino Ferrucci in Spa-Francorchamps in der europäischen Formel-3-Meisterschaft 2015

Ferrucci begann seine Motorsportkarriere 2005 im Kartsport, in dem er bis 2012 aktiv blieb. Er gewann 2008 und 2009 die Comer-Cadet-Klasse der Florida Winter Tour. 2012 wurde er Sechster in der CIK-FIA-KF3-Europameisterschaft. Im Winter 2012/13 erfolgte sein Einstieg in den Formelsport und er wurde Elfter in der SBF2000 Winter Series. 2013 ging er in der F2000 Championship Series an den Start. Er stieg zur vierten von sieben Veranstaltungen in die Serie ein und beendete jedes Rennen in den Top-5. In der Gesamtwertung wurde er Fünfter.
2014 wechselte Ferrucci nach Europa und stieg in die Formel 3 ein. Da er zunächst noch nicht das Mindestalter von 16 Jahren erreicht hatte, durfte er erst ab Juni an Rennen teilnehmen. Zunächst startete er für EuroInternational bei zwei Veranstaltungen der deutschen Formel 3. Dabei gelang ihm mit einem zweiten Platz eine Podest-Platzierung. Anschließend nahm er an fünf Veranstaltungen der europäischen Formel-3-Meisterschaft für EuroInternational teil. Dabei war ein vierter Platz sein bestes Ergebnis. Er verließ EuroInternational anschließend und wechselte zu Fortec Motorsports. Als Gaststarter trat er zu einem Rennwochenende der britischen Formel-3-Meisterschaft an. Dabei kam er zweimal auf dem ersten und einmal auf dem dritten Platz ins Ziel. Für Fortec Motorsports trat Ferrucci schließlich auch zu den zwei letzten Veranstaltungen der europäischen Formel-3-Meisterschaft an. In der Fahrerwertung dieser Serie lag er am Saisonende auf dem 19. Rang. Beim Macau Grand Prix erreichte Ferrucci mit Fortec Motorsports den achten Platz. Anfang 2015 trat Ferrucci für Giles Motorsport in der Toyota Racing Series an. Mit einem Sieg schloss er die Fahrerwertung auf dem dritten Gesamtrang ab. Anschließend ging Ferrucci für Mücke Motorsport in der europäischen Formel-3-Meisterschaft 2015 an den Start. Mit einem zweiten Platz als bestem Ergebnis wurde er Gesamtelfter.
2016 wechselte Ferrucci zu DAMS in die GP3-Serie. Ein dritter Platz war sein bestes Ergebnis und er wurde Gesamtzwölfter. Darüber hinaus war er Formel-1-Testfahrer bei Haas. Zudem absolvierte er zwei Gaststarts in der nordamerikanischen Lamborghini Super Trofeo, wobei er beide Male als Erster ins Ziel kam. In der GP3-Serie 2017 blieb Ferrucci bei DAMS.

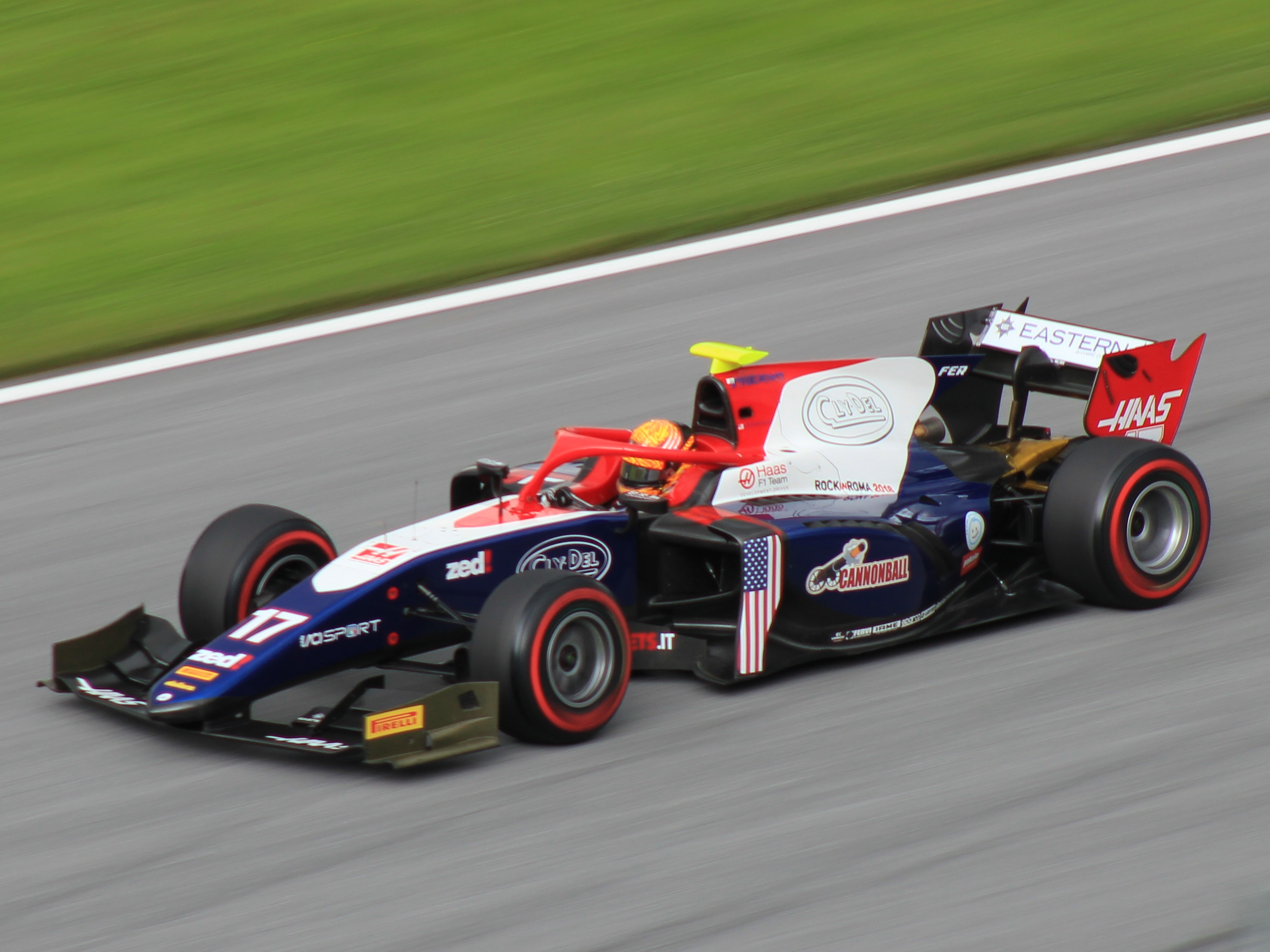
Santino Ferrucci beim ersten Formel-2-Rennen in Spielberg 2018

Im Verlauf der Saison 2017 wechselte Ferrucci in die FIA-Formel-2-Meisterschaft zu Trident. Mit 4 Punkten belegte er den 22. Platz in der Fahrerwertung. 2018 startete er weiterhin für Trident in der Formel 2.
Im Juli 2018 wurde Ferrucci von vier F2-Rennen (Ungarn und Belgien) ausgeschlossen, nachdem er nach dem Sprint-Rennen in Silverstone am Wochenende des Großen Preises von Großbritannien vorsätzlich mit seinem Teamkollegen Arjun Maini kollidierte. Nachdem er Maini absichtlich von der Strecke drängte, wurde er wegen eines anderen Vorfalls von den Sprint-Rennergebnissen in Silverstone disqualifiziert. Dabei wurde festgestellt, dass er sein Auto mit nur einem Handschuh vom Fahrerlager in die Boxengasse gefahren hatte, um sein Mobiltelefon bedienen zu können, und er erhielt eine Geldstrafe von 60.000 Euro. Laut Aussage des Trident-Teams vor den Stewards wurde die Kollision zwischen Ferrucci und Maini absichtlich und vorsätzlich von Ferrucci herbeigeführt. Ferrucci selbst sagte jedoch nicht aus, da er, unter Berufung auf einen obligatorischen FIA-Drogentest und einen Familiennotfall, nach dem Sprint-Rennen umgehend in die Vereinigten Staaten zurückgekehrt und nicht mehr anwesend war.
Am 18. Juli wurde Ferrucci vom Trident F2-Team wegen Verhaltensproblemen und nicht geleisteter Zahlungen von vertraglich vorgeschriebenen Geldern kurzerhand entlassen. Trident behauptete, Ferrucci sei wegen der F2-Schulden in Verzug geraten, obgleich er ausreichend Geld für das Detroit IndyCar-Rennen zur Verfügung gehabt habe. Ein italienisches Gericht ordnete Ferrucci an, Trident 502.000 Euro zuzüglich Zinsen und Rechtskosten zu zahlen, weil er seine Vertragsschulden nicht beglichen hatte. 6 Tage später gab Trident bekannt, dass ihr GP3-Fahrer Alessio Lorandi für den Rest der Saison sein Nachfolger sein würde.
Trotz der rechtlichen Auseinandersetzungen bestritt er die letzten beiden Rennen der IndyCar-Saison mit Dale Coyne Racing. In seiner ersten vollen Saison belegte er den 13. Platz. Beim Indy 500 wurde er Rookie of the Year. Beste Ergebnisse waren drei 4. Plätze. 2020 blieb er beim Team und wechselte in das Fahrzeug Nr. 18, das in der Vorsaison von Sébastien Bourdais gefahren wurde. Sein bestes Ergebnis war ein vierter Platz beim Indy 500. Wie im vergangenen Jahr belegte er den 13. Platz der Fahrermeisterschaft. Im Januar 2021 gab er bekannt in der Xfinity Series zu starten. Für Sam Hunt Racing fährt er die 1,5-Meilen-Ovale. Er startete zusätzlich bei einzelnen IndyCar-Rennen. Das Indy 500 beendete er als sechster im dritten Rahal-Letterman-Lanigan-Racing-Wagen. Bei vier weiteren Einsätzen des Fahrzeugs war er ebenfalls Fahrer.

## Statistik

### Karrierestationen
| - 2005–2012: Kartsport - 2013: SBF2000 Winter Series (Platz 11) - 2013: F2000 Championship Series (Platz 5) - 2014: Europäische Formel 3 (Platz 19) - 2014: Deutsche Formel 3 (Platz 10) - 2015: Toyota Racing Series (Platz 3) - 2015: Europäische Formel 3 (Platz 11) | - 2016: GP3-Serie (Platz 12) - 2016: Formel 1 (Testfahrer) - 2017: GP3-Serie (Platz 19) - 2017: Formel 2 (Platz 22) - 2018: Formel 2 (Platz 19) - 2018: IndyCar Series (Platz 27) - 2019: IndyCar Series (Platz 13) | - 2020: IndyCar Series (Platz 13) - 2021: IndyCar Series (Platz 24) - 2022: IndyCar Series (Platz 28) - 2023: IndyCar Series (Platz 19) - 2024: IndyCar Series (Platz 9) |

### Einzelergebnisse in der europäischen Formel-3-Meisterschaft
| Jahr | Team                        | Motor    | 1   | 2   | 3   | 4   | 5   | 6   | 7   | 8   | 9   | 10  | 11  | 12  | 13  | 14  | 15  | 16  | 17  | 18  | 19  | 20  | 21  | 22  | 23  | 24  | 25  | 26  | 27  | 28  | 29  | 30  | 31  | 32  | 33  | Punkte | Rang |
| ---- | --------------------------- | -------- | --- | --- | --- | --- | --- | --- | --- | --- | --- | --- | --- | --- | --- | --- | --- | --- | --- | --- | --- | --- | --- | --- | --- | --- | --- | --- | --- | --- | --- | --- | --- | --- | --- | ------ | ---- |
| 2014 | EuroInternational           | Mercedes | SIL | SIL | SIL | HO1 | HO1 | HO1 | PAU | PAU | PAU | HUN | HUN | HUN | SPA | SPA | SPA | NOR | NOR | NOR | MOS | MOS | MOS | SPI | SPI | SPI | NÜR | NÜR | NÜR | IMO | IMO | IMO | HO2 | HO2 | HO2 | 24     | 19.  |
| 2014 | EuroInternational           | Mercedes |     |     |     |     |     |     |     |     |     |     |     |     | DNF | DNS | 15  | 12  | 5   | 4   | 16  | 13  | 14  | DNF | 12  | 20* | 9   | 17  | 14  |     |     |     |     |     |     | 24     | 19.  |
| 2014 | Fortec Motorsports          | Mercedes |     |     |     |     |     |     |     |     |     |     |     |     |     |     |     | DNF | DNF | 16  | 19  | 17  | 15  |     |     |     |     |     |     |     |     |     |     |     |     | 24     | 19.  |
| 2015 | kfzteile24 Mücke Motorsport | Mercedes | SIL | SIL | SIL | HO1 | HO1 | HO1 | PAU | PAU | PAU | MNZ | MNZ | MNZ | SPA | SPA | SPA | NOR | NOR | NOR | ZAN | ZAN | ZAN | SPI | SPI | SPI | POR | POR | POR | NÜR | NÜR | NÜR | HO2 | HO2 | HO2 | 91     | 11.  |
| 2015 | kfzteile24 Mücke Motorsport | Mercedes | 18  | 9   | 13  | 10  | 6   | 28  | DNF | 11  | 10  | DNF | 4   | 8   | 4   | 2   | 12  | DNF | DNF | 6   | 28  | 8   | 9   | 12  | 13  | 11  | 7   | 10  | DNF | 7   | 7   | 7   | 10  | 17  | DNF | 91     | 11.  |

### Einzelergebnisse in der GP3-Serie
| Jahr | Team | 1   | 2   | 3   | 4   | 5   | 6   | 7   | 8   | 9   | 10  | 11  | 12  | 13  | 14  | 15  | 16  | 17  | 18  | Punkte | Rang |
| ---- | ---- | --- | --- | --- | --- | --- | --- | --- | --- | --- | --- | --- | --- | --- | --- | --- | --- | --- | --- | ------ | ---- |
| 2016 | DAMS | ESP | ESP | AUT | AUT | GBR | GBR | HUN | HUN | GER | GER | BEL | BEL | ITA | ITA | MAS | MAS | UAE | UAE | 36     | 12.  |
| 2016 | DAMS | 15  | 11  | 15  | 10  | 18  | 4   | 15  | 11  | 9   | 4   | 7   | 3   | 19* | 11  | DNF | DNF | 9   | 15  | 36     | 12.  |
| 2017 | DAMS | ESP | ESP | AUT | AUT | GBR | GBR | HUN | HUN | BEL | BEL | ITA | ITA | ESP | ESP | UAE | UAE |     |     | 3      | 19.  |
| 2017 | DAMS | 9   | 8   | DNF | 13  | DNF | 9   |     |     |     |     |     |     |     |     |     |     |     |     | 3      | 19.  |

### Einzelergebnisse in der FIA-Formel-2-Meisterschaft
| Jahr | Team    | 1   | 2   | 3   | 4   | 5   | 6   | 7   | 8   | 9   | 10  | 11  | 12  | 13  | 14  | 15  | 16  | 17  | 18  | 19  | 20  | 21  | 22  | 23  | 24  | Punkte | Rang |
| ---- | ------- | --- | --- | --- | --- | --- | --- | --- | --- | --- | --- | --- | --- | --- | --- | --- | --- | --- | --- | --- | --- | --- | --- | --- | --- | ------ | ---- |
| 2017 | Trident | BRN | BRN | ESP | ESP | MON | MON | AZE | AZE | AUT | AUT | GBR | GBR | HUN | HUN | BEL | BEL | ITA | ITA | ESP | ESP | UAE | UAE |     |     | 4      | 22.  |
| 2017 | Trident |     |     |     |     |     |     |     |     |     |     |     |     | 9   | 14  | 9   | 10  | DNF | 14  | DNF | 13  | 14  | 15  |     |     | 4      | 22.  |
| 2018 | Trident | BRN | BRN | AZE | AZE | ESP | ESP | MON | MON | FRA | FRA | AUT | AUT | GBR | GBR | HUN | HUN | BEL | BEL | ITA | ITA | RUS | RUS | UAE | UAE | 7      | 19.  |
| 2018 | Trident | 14  | 20  | 15  | 6   | DNS | 11  | 13  | 12* | 13  | 9   | 10  | 7   | 16  | DSQ | EX  | EX  | EX  | EX  |     |     |     |     |     |     | 7      | 19.  |

| Legende  | Legende            | Legende                                                          |
| Farbe    | Abkürzung          | Bedeutung                                                        |
| -------- | ------------------ | ---------------------------------------------------------------- |
| Gold     | –                  | Sieg                                                             |
| Silber   | –                  | 2. Platz                                                         |
| Bronze   | –                  | 3. Platz                                                         |
| Grün     | –                  | Platzierung in den Punkten                                       |
| Blau     | –                  | Klassifiziert außerhalb der Punkteränge                          |
| Violett  | DNF                | Rennen nicht beendet (did not finish)                            |
| Violett  | NC                 | nicht klassifiziert (not classified)                             |
| Rot      | DNQ                | nicht qualifiziert (did not qualify)                             |
| Rot      | DNPQ               | in Vorqualifikation gescheitert (did not pre-qualify)            |
| Schwarz  | DSQ                | disqualifiziert (disqualified)                                   |
| Weiß     | DNS                | nicht am Start (did not start)                                   |
| Weiß     | WD                 | zurückgezogen (withdrawn)                                        |
| Hellblau | PO                 | nur am Training teilgenommen (practiced only)                    |
| Hellblau | TD                 | Freitags-Testfahrer (test driver)                                |
| ohne     | DNP                | nicht am Training teilgenommen (did not practice)                |
| ohne     | INJ                | verletzt oder krank (injured)                                    |
| ohne     | EX                 | ausgeschlossen (excluded)                                        |
| ohne     | DNA                | nicht erschienen (did not arrive)                                |
| ohne     | C                  | Rennen abgesagt (cancelled)                                      |
| ohne     | keine WM-Teilnahme |                                                                  |
| sonstige | P/fett             | Pole-Position                                                    |
| sonstige | 1/2/3/4/5/6/7/8    | Punktplatzierung im Sprint-/Qualifikationsrennen                 |
| sonstige | SR/kursiv          | Schnellste Rennrunde                                             |
| sonstige | *                  | nicht im Ziel, aufgrund der zurückgelegten Distanz aber gewertet |
| sonstige | ()                 | Streichresultate                                                 |
| sonstige | unterstrichen      | Führender in der Gesamtwertung                                   |

### Einzelergebnisse in der IndyCar Series
| Jahr | Team                                | 1   | 2   | 3   | 4   | 5    | 6    | 7    | 8   | 9   | 10   | 11   | 12   | 13  | 14  | 15   | 16   | 17  | Punkte | Rang |
| ---- | ----------------------------------- | --- | --- | --- | --- | ---- | ---- | ---- | --- | --- | ---- | ---- | ---- | --- | --- | ---- | ---- | --- | ------ | ---- |
| 2018 | Dale Coyne Racing                   | STP | PHO | LBH | ALA | IMS  | INDY | DET  | DET | TXS | ROA  | IOW  | TOR  | MDO | POC | STL  | POR  | SNM | 66     | 27.  |
| 2018 | Dale Coyne Racing                   |     |     |     |     |      |      | 22   | 20  |     |      |      |      |     |     |      | 20   | 11  | 66     | 27.  |
| 2019 | Dale Coyne Racing                   | STP | COA | ALA | LBH | IMS  | INDY | DET  | DET | TXS | ROA  | TOR  | IOW  | MDO | POC | STL  | POR  | LAG | 351    | 13.  |
| 2019 | Dale Coyne Racing                   | 9   | 20  | 15  | 21  | 10   | 7L   | 19   | 10L | 4   | 19   | 11   | 12   | 12  | 4   | 4*   | 17   | 24  | 351    | 13.  |
| 2020 | Dale Coyne Racing / Vasser-Sullivan | TXS | IMS | ROA | ROA | IOW  | IOW  | INDY | STL | STL | MDO  | MDO  | IMS  | IMS | STP |      |      |     | 290    | 13.  |
| 2020 | Dale Coyne Racing / Vasser-Sullivan | 21  | 9   | 6   | 6   | 13   | 18   | 4L19 | 16L | 10  | 14   | 14   | 15L  | 12  | 23  |      |      |     | 290    | 13.  |
| 2021 | Rahal Letterman Lanigan Racing      | ALA | STP | TXS | TXS | IMS  | INDY | DET  | DET | ROA | MDO  | NSH  | IMS  | STL | POR | LAG  | LBH  |     | 146    | 24.  |
| 2021 | Rahal Letterman Lanigan Racing      |     |     |     |     |      | 6L23 | 6    | 10  |     | 9    | 11   |      |     |     |      |      |     | 146    | 24.  |
| 2022 | Rahal Letterman Lanigan Racing      | STP | TXS | LBH | ALA | IMS  | INDY | DET  | ROA | MDO | TOR  | IOW1 | IOW2 | IMS | NSH | GAT  | POR  | LAG | 71     | 28.  |
| 2022 | Rahal Letterman Lanigan Racing      | 9   |     |     |     |      |      |      |     |     |      |      |      |     |     |      |      |     | 71     | 28.  |
| 2022 | Dreyer & Reinbold Racing            |     |     |     |     |      | 10   |      |     |     |      |      |      |     |     |      |      |     | 71     | 28.  |
| 2022 | Juncos Hollinger Racing             |     |     |     |     |      |      | 21   |     |     |      |      |      |     |     |      |      |     | 71     | 28.  |
| 2023 | A.J. Foyt Racing                    | STP | TXS | LBH | ALA | IMS  | INDY | DET  | ROA | MDO | TOR  | IOW1 | IOW2 | NSH | IMS | GAT  | POR  | LAG | 214    | 19.  |
| 2023 | A.J. Foyt Racing                    | 24  | 21  | 11  | 20  | 23   | 34L  | 21   | 16  | 24  | 17   | 26   | 22   | 18  | 23  | 13   | 16   | 17  | 214    | 19.  |
| 2024 | A.J. Foyt Racing                    | STP | LBH | ALA | IMS | INDY | DET  | ROA  | LAG | MDO | IOW1 | IOW2 | TOR  | GAT | POR | MIL1 | MIL2 | NSH | 367    | 9.   |
| 2024 | A.J. Foyt Racing                    | 9   | 21  | 7L  | 27  | 86L  | 9    | 15   | 9   | 10  | 6    | 11   | 20   | 12  | 8   | 4    | 4L   | 6   | 367    | 9.   |
| 2025 | A.J. Foyt Racing                    | STP | TTC | LBH | ALA | IMS  | INDY | DET  | GAT | ROA | MDO  | IOW1 | IOW2 | TOR | LAG | POR  | MIL1 | NSH | 248    | 13.  |
| 2025 | A.J. Foyt Racing                    | 14  | 14  | 11  | 18  | 20   | 5    | 2    | 5L  | 3   | 16   | 8    | 15   | INJ | 22  |      |      |     | 248    | 13.  |

Legende